# Winter Waters
Winter Waters est une œuvre pour piano du compositeur britannique Arnold Bax, écrite en 1915.

## Contexte
Winter Waters est sous-titrée « Tragic Landscape » et est datée du 5 septembre 1915. Elle est dédiée au pianiste Arthur Alexander, qui l'a probablement jouée pour la première fois pendant la Première Guerre mondiale. Harriet Cohen l'a jouée lors de l'un de ses premiers récitals, le 6 juin 1919, à l'Aeolian Hall de Londres. Elle a été publiéa en 1918. Ce mini-poème dramatique est antérieur à la tragédie irlandaise et, bien qu'il n'ait pas connu les tranchées, Arnold Bax avait peut-être le front occidental à l'esprit. Cette partition obsédante et puissante adopte la forme ternaire de ses poèmes symphoniques, et la section centrale tendre et expressive que le compositeur qualifie comme « chantant doucement » « singing softly », ainsi que le fondu poétique à la fin, sont aussi évocateurs que n'importe lequel de ses couchers de soleil orchestraux.

## Discographie
- Piano Works, Vol. 2, Ashley Wass (piano), Naxos, 8.557592, mai 2005.